# Bedrug
Bedrug is een bestuurslaag in het regentschap Ponorogo van de provincie Oost-Java, Indonesië. Bedrug telt 2246 inwoners (volkstelling 2010).